# كأس فرنسا 1971–72
كأس فرنسا 1971–72 (بالفرنسية: Coupe de France de football 1971-1972)‏ هو الموسم 55 من كأس فرنسا. أشرف على تنظيمه اتحاد فرنسا لكرة القدم، وفاز فيه أولمبيك مارسيليا.